# Consonante bidental
Las consonantes bidentales son consonantes articuladas tanto con los dientes inferiores como con los superiores.
Normalmente se encuentran sólo en patología del habla y son distintas de las consonantes interdentales como [n̪͆], que involucran la lengua articulada entre los dientes en lugar de los dientes mismos. El signo diacrítico de las consonantes bidentales en las extensiones de la IPA (extIPA) es el mismo superíndice más puente de subíndice ⟨ ◌̪͆ ⟩. Se utiliza para los sonidos que se encuentran con mayor frecuencia en los trastornos del habla.
Las consonantes bidentales que se encuentran en la extIPA son:
- Una percusión bidental [ʭ], producida al golpear los dientes entre sí (rechinar o castañetear los dientes).
- Una fricativa bidental sorda [h̪͆], una fricativa hecha con los dientes apretados sin participación de la lengua o los labios, una "bidental (consonante) producida por el aire que pasa a través de los dientes frontales cerrados".[1]
- Una Fricativa bidental sonora [ɦ̪͆], fricativa hecha con los dientes apretados sin participación de la lengua ni de los labios y las cuerdas vocales vibran, debido al sonido que se expresa.
- La Aspiración bidental de otra consonante, por ejemplo [tʰ̪͆] o [dʱ̪͆] . Las personas con hipoglosia (lengua anormalmente pequeña) pueden usar fricativas bidentales para /s/ y /z/ objetivo.

Hay al menos un testimonio confirmado de una consonante bidental en el lenguaje normal. El subdialecto del Mar Negro del dialecto Shapsug del Adigués tiene una fricativa bidental sorda donde otros dialectos tienen [x] , como en хы [xə] yo "seis" y дахэ [daːxa] Yo "hermosa". Se ha transcrito como⟨ x̪͆ ⟩, lo que refleja su valor en otros dialectos, pero no hay fricativas en elvelo. Los dientes mismos son la única constricción: "Los labios están completamente abiertos, los dientes apretados y la lengua plana, el aire pasa entre los dientes; el sonido es intermedio entre [ʃ] y [f]". Esto se transcribe mejor fonéticamente como ⟨ h̪͆ ⟩, ya que [h] no tiene un punto de articulación propio.[cita requerida]